# 欧州連合の予算
欧州連合の予算（おうしゅうれんごうのよさん）では、加盟27か国とは別に独自の議会や執行機関を持つ欧州連合の財政・予算の制度や状況について概説する。欧州連合では加盟国間で共通の法規が施行され、欧州連合全体としての共通政策に対する支出が行われている。これを賄うために欧州連合では2007年度で1160億ユーロ規模の予算が承認され、また2007年から2013年の予算総額の規模としては8620億ユーロとすることが合意されている。この額は欧州連合の域内総生産 (GDP) のおよそ1%にあたる。なお比較として、イギリスの2004年の歳出規模は7590億ユーロで、フランスは8010億ユーロであった。また1960年の欧州連合（当時は欧州経済共同体）の予算規模はGDPの0.03%であった。

## 予算の策定
欧州連合には欧州連合理事会、欧州委員会、欧州議会の3つの運営機構が設置されており、この3者すべてが毎年の欧州連合予算の決定に携わる。単年度、あるいは複数年度の予算はその対象期間の前に決められるが、各加盟国の拠出額は、予算年度が終了し、歳入・歳出額が判明するまで決定することができない。また欧州連合の歳入とイギリスからの拠出金のバランスによって変動する対英優遇措置の算定も予算額の最終決定に影響する。

## 歳入
欧州連合は加盟国の国庫からの支払い金を受け取ることで、欧州連合の市民から間接的に歳入の多くを得ている。歳入は大きく3つに分類される。

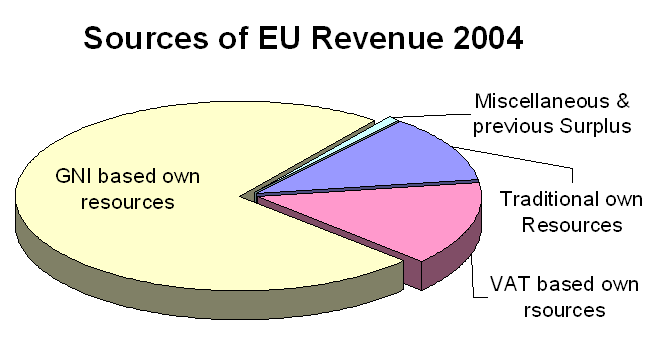
2004年度における歳入の財源
伝統的固有財源
付加価値税に基づく固有財源
GNIに基づく固有財源
その他の歳入

伝統的固有財源とは、欧州連合に代わって上乗せされる税で、これはおもに欧州連合域内に輸入される商品に課される関税である。この税を徴収しているのは、輸入された商品が到着し、域内での流通が開始された国の政府である。なお各国はこの運用にかかる費用を賄うため、徴収した関税の25%を受け取ることが認められている。欧州委員会では加盟国による伝統的固有財源の徴収を調査する人員を派遣する制度を実施しており、法規に従って徴収がなされているかを確認している。ある国が伝統的固有財源の徴収を適切に行っていなければ、そのために別の国が余計な財源負担を強いられることになり、このため税務当局では利害衝突の潜在的な対象となっている。しかしながら各国では、徴収の実施にさいしての過失により適切な歳入を得られなくても、これが黙認されているという状況がある 。
付加価値税に基づく固有財源とは欧州連合の市民に課される税で、各加盟国において徴収された付加価値税の一部である。付加価値税の税率や課税対象外商品は国によって異なるため、統一された課税基準による算定法が用いられ、これにより欧州連合に支払われる財源が決められている。この財源の算定基準となっているのは各国で徴収された付加価値税の総額であるが、この総額に対してそれぞれの国ごとで施行されている付加価値税率の加重平均から中間の課税基準を策定して調整し、また付加価値税が課されない特定商品にかんしても調整がなされる。基準額には上限が決められており、その国の国民総所得 (GNI) の50%を超えてはならないとされている。これらによって算出された額に対してコール金利を適用した額が欧州連合に支払われる。コール金利は一部の国で異なるものであるが、大体が0.33%である。2007年から2013年にかけて適用される率はオーストリアで0.225%、ドイツで0.15%、オランダとスウェーデンで0.1%となっている。
加盟国は付加価値税の税収額を欧州連合に対して、予算年度終了後から7月までに報告することが求められる。欧州連合は欧州委員会の予算総局や税制・関税同盟総局の職員による訪問の実施も含めて各国から提出された報告書が適切なものか調査し、その結果を対象国に示している。調査報告書で問題が指摘された場合、当事国はそれに対処し欧州連合との協議を行って双方の合意をまとめるか、欧州連合司法裁判所 (CJEU) の判断を仰ぐことになる。各加盟国の代表者からなる固有財源諮問委員会においても欧州連合の調査報告書を受け取って議論を行っている。2006年には9か国で監査官の調査が行われ、その監査官には調査初参加となる新規加盟5か国出身者も含まれていた。2007年には11か国を対象とする調査が行われる。欧州連合では1度の調査で3年度分の監査を行っている。
GNI に基づく固有財源は欧州連合の資金の最大部を占めており、加盟国の GNI 比に基づいて算出されるものである。この財源は年度ごとにある引き上げることが可能で、その額は予算全体額を確保するために既定の範囲内で調節することができる。この上限は欧州連合全体のGNIの1.24%に制限されている。
GNI は予算総局に代わってユーロスタットの専門職員が定められた規則にしたがって算定している。各加盟国は当該予算年度が開始される直前の9月22日までに算定の基本となる情報を提示しなければならない。また監査官による訪問調査や対立事案の解決のための協議が行われることもある。なお算定にかんしていずれの加盟国も欧州委員会と何らかの合意を設定していない。
加盟国による欧州委員会に対する支払は毎月行われている。固有財源の支払は徴収されるたびに月1度行われているが、付加価値税や GNI の変動による月ごとの返戻金の支払はその年度の予算見通しに基づいて、直後の修正に従って行われる。
その他の歳入は欧州連合予算全体のおよそ1%を占めている。この歳入には預金や支払遅延による利子、非欧州連合機関からの支払、共同体の各種計画事業からの収入、前年度予算の剰余金が含まれる。

## 歳出

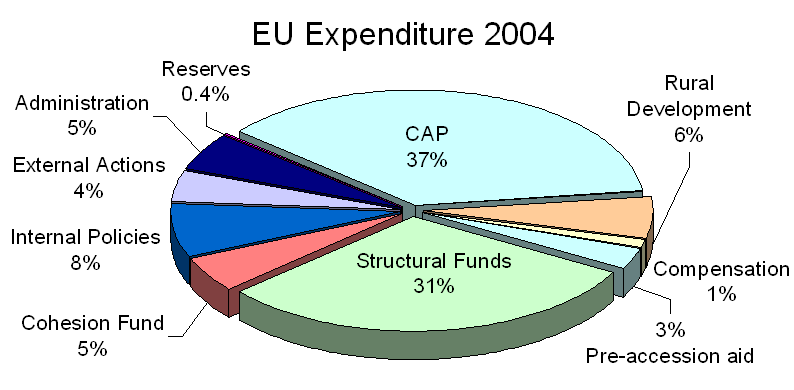
2004年度における分野別歳出
共通農業政策
構造基金
域内政策
地方開発
運営費
結束基金
対外活動
加盟前支援
競争政策
積立金

歳出の中で最も大きな割合を占めているのが共通農業政策関連の支出であり、予算全体の45%に達している。次に大きいのが地域政策の30%、外交政策の8%、運営費用の6%、調査研究費の5%と続く。

## 加盟国ごとの分析
以下の表は予算全体に対する各国からの負担額と予算執行による各国への支出額の割合である。この表ではイギリスに対する優遇特例措置（2006年においてはおよそ48億ユーロ）を含めたものとなっている。またルクセンブルク、ベルギー、フランスに対する歳出額には、これらの国におかれている各機関の支出が含まれている。
| 加盟国                                 | 予算負担額 (€, 2006) | 予算負担額 (%, 2006) | 政策支出額 (€, 2006) | 政策支出額 (%, 2006) | 差額 (€, 2006) |
| -------------------------------------- | -------------------- | -------------------- | -------------------- | -------------------- | -------------- |
| 欧州連合                               | 87,322,900,000       | 100%                 | 97,443,400,000       | 100%                 | 10,120,500,000 |
| ドイツ                                 | 17,573,300,000       | 20.1%                | 12,242,400,000       | 12.6%                | -5,300,900,000 |
| フランス                               | 15,353,200,000       | 17.6%                | 13,496,200,000       | 13.9%                | -1,857,000,000 |
| イタリア                               | 11,933,500,000       | 13.7%                | 10,922,300,000       | 11.2%                | -1,011,200,000 |
| イギリス                               | 9,830,200,000        | 11.3%                | 8,294,200,000        | 8.5%                 | -1,536,000,000 |
| スペイン                               | 8,601,900,000        | 9.9%                 | 12,883,000,000       | 13.2%                | 4,281,100,000  |
| オランダ                               | 4,487,100,000        | 5.1%                 | 2,190,400,000        | 2.2%                 | -2,296,700,000 |
| ベルギー                               | 2,635,200,000        | 3.0%                 | 5,625,100,000        | 5.8%                 | 2,989,900,000  |
| スウェーデン                           | 2,297,700,000        | 2.6%                 | 1,573,400,000        | 1.6%                 | -724,300,000   |
| ポーランド                             | 2,174,600,000        | 2.5%                 | 5,305,600,000        | 5.4%                 | 3,131,000,000  |
| オーストリア                           | 2,013,900,000        | 2.3%                 | 1,830,100,000        | 1.9%                 | -183,800,000   |
| デンマーク                             | 1,869,700,000        | 2.1%                 | 1,501,900,000        | 1.5%                 | -367,800,000   |
| ギリシャ                               | 1,629,700,000        | 1.9%                 | 6,833,700,000        | 7%                   | 5,204,000,000  |
| フィンランド                           | 1,429,600,000        | 1.6%                 | 1,280,400,000        | 1.3%                 | -149,200,000   |
| アイルランド                           | 1,279,700,000        | 1.5%                 | 2,461,800,000        | 2.5%                 | 1,182,100,000  |
| ポルトガル                             | 1,260,700,000        | 1.4%                 | 3,634,800,000        | 3.7%                 | 2,374,100,000  |
| チェコ                                 | 886,300,000          | 1.0%                 | 1,330,000,000        | 1.4%                 | 443,700,000    |
| ハンガリー                             | 678,300,000          | 0.8%                 | 1,842,200,000        | 1.9%                 | 1,163,900,000  |
| スロバキア                             | 346,500,000          | 0.4%                 | 69,6200,000          | 0.7%                 | 349,700,000    |
| スロベニア                             | 243,800,000          | 0.3%                 | 406,000,000          | 0.4%                 | 162,200,000    |
| ルクセンブルク                         | 198,300,000          | 0.2%                 | 1,194,800,000        | 1.2%                 | 996,500,000    |
| リトアニア                             | 195,800,000          | 0.2%                 | 799,800,000          | 0.8%                 | 604,000,000    |
| ラトビア                               | 132,700,000          | 0.2%                 | 402,600,000          | 0.4%                 | 269,900,000    |
| キプロス                               | 120,700,000          | 0.1%                 | 239,600,000          | 0.2%                 | 118,900,000    |
| エストニア                             | 111,000,000          | 0.1%                 | 300,000,000          | 0.3%                 | 189,000,000    |
| マルタ                                 | 39,400,000           | 0.0%                 | 157,000,000          | 0.2%                 | 117,600,000    |
| 出典： EU budget 2006 Financial Report |                      |                      |                      |                      |                |

## 将来
欧州委員会では欧州連合の予算の将来についての議論を始めている。欧州委員会ではこの議論の主要な争点を公開しており、広く意見を求めている。

## 批判
ブリュッセル自由大学欧州研究所教授アンドレ・サピールはいわゆるサピール報告書の中において次のように批判している。
"As it stands today [in 2003], the EU budget is a historical relic. Expenditures, revenues and procedures are all inconsistent with the present and future state of EU integration."
日本語訳
現在のところ[2003年]、EUの予算は歴史的な遺物である。支出、収益、手続きはすべて、EU統合の現在および将来の状態と一致していない。